# Bucks Fizz
A Bucks Fizz egy angol popegyüttes, amely 1981-ben alakult két női és két férfi énekessel. (Mindnyájan szőkék voltak.) Még abban az évben részt vettek az Eurovíziós Dalfesztiválon, melyet a Making Your Mind Up című dallal meg is nyertek. Az 1980-as évek első felében hazájuk egyik legnépszerűbb popcsapatának számítottak. Az együttesben az évek folyamán több tagcsere történt, s az új évezredben az eredeti felállásból már csak Bobby G van jelen.

## Tagok

### Az eredeti felállás
- Bobby G(ee) (Robert Alan Gubby, * Epsom, 1953. augusztus 23.), 1981-től
- Cheryl Baker (Rita Maria Crudgington, * London, 1954. március 8.), 1981–1993
- Mike Nolan (Michael Nolan, * Dublin, 1954. december 7.), 1981–1996
- Jay Aston (* London, 1961. május 4.), 1981–1985

### Későbbi tagok
- Shelley Preston, 1985–1990
- Heidi Manton, 1993-tól
- Amanda Szwarc, 1993–1996
- David Van Day, 1996–1997
- Karen Logan, 1996
- Louise Hart, 1996–2002
- Graham Crisp, 1997–2002
- Nikki Winters, 2003
- Wayne Chinnery, 2003–2006
- Tammy Choat, 2003-tól
- Paul Fordham, 2006-tól
- Jenny Phillips, 2006-tól (a szülési szabadságon lévő Heidi helyett)

## Karriertörténet

### A kezdetek
1981. március 11-én egy újonnan alakult együttes, a Bucks Fizz hét másik előadóval közösen vett részt azon a rendezvényen, melyen eldőlt, hogy ki képviseli Nagy-Britanniát a soron következő Eurovíziós Dalfesztiválon. A négytagú csapatot Nichola Martin és Andy Hill szerző-producerek hívták életre, eredetileg kifejezetten erre a versenyre. A felállás – két nő, két férfi – és a zenei hangzás az 1974-ben győztes svéd ABBA-t idézte. A versengést a Bucks Fizz nyerte, Anglia képviseletében tehát Bobby, Cheryl, Mike és Jay utazhattak Dublinba, a nemzetközi dalversenyre, hogy ott is előadják a Making Your Mind Up című dalukat. Az egyik énekesnő, Cheryl Baker alighanem különösen izgatottan várta a rendezvényt, hiszen ő 3 évvel korábban már részt vett a fesztiválon a Co-Co együttes tagjaként, ám az a csapat Anglia addigi legrosszabb eurovíziós eredményét, a 11. helyet érte el csupán. 1981. április 4-én zajlott le a fesztivál a Royal Dublin Society Simmonscourt Pavilionjában. 20 ország versenyzett, a Bucks Fizz 14. előadóként lépett a színpadra. Fellépésük nagy sikert aratott, részben azért, mert szám közben a két férfi énekes – show-juk részeként – váratlanul letépte a lányok szoknyáját, ami alatt a hölgyek másik, rövidebb szoknyát viseltek. A verseny rendkívül szoros volt, a szavazás különböző szakaszaiban összesen öt ország állt nyerésre, s annyira az utolsó pillanatban dőlt el minden, hogy az utolsó előttiként szavazó ország pontszámainak kihirdetése előtt még holtverseny volt Anglia, az NSZK és Svájc között. Végül a Making Your Mind Up mindössze 4 ponttal előzte meg az NSZK versenydalát, Lena Valaitis Johnny Blue című dalát, viszont a fesztivál egyetlen olyan versenyszáma volt, ami mindegyik országtól kapott pontot. A Making Your Mind Up nagy sláger lett Európa-szerte, összesen 9 országban vezette a slágerlistát.

### A fesztiválgyőzelem után
Az eurovíziós sikert gyorsan követte két újabb kislemez, a Piece of the Action és a One of Those Nights, melyek bekerültek a brit Top 20-ba. 1981 novemberében a Bucks Fizz újabb versenyen vett részt, a tokiói Yamaha Dalfesztiválon, ami tulajdonképpen az Eurovíziós Dalfesztivál ázsiai megfelelője. Az Another Night című számukat adták elő, melyért a legjobb dalnak járó díjat kapták. Ugyanabban a hónapban jelent meg hazájukban a The Land of Make Believe című kislemezük, amely éppúgy a brit sikerlista élére került, mint a következő 45-ös fordulatszámú korongjuk, a My Camera Never Lies. A Bucks Fizz volt az 1980-as években az első olyan brit előadó, amelyik kevesebb mint egy év alatt 3 listavezető slágert készített. 1982-ben folytatták az előző évben megkezdett nagyszabású turnéjukat, májusban pedig megjelent második nagylemezük, az Are You Ready. Ez az LP Angliában még sikeresebb volt, mint a debütáló albumuk, mely néhány héttel az eurovíziós győzelem után került a boltokba: az Are You Ready rövid időn belül aranylemez lett. Az album legnagyobb slágere a Now Those Days Are Gone című ballada volt, de kislemezre másolták ki az If You Can't Stand the Heat, a Run for Your Life és a When We Were Young című felvételeket is. 1983-ban a rajongók a Hand Cut című Bucks Fizz-albumot vehették a kezükbe, amely az együttes talán legkiforrottabb nagylemeze volt. Ugyanebben az évben válogatást adtak ki legnépszerűbb slágereikből is, s hogy biztosan érdemes legyen megvásárolni a korongot, két új szerzeményt is rátettek, a London Townt és a Rules of the Game-et. A kiadvány szintén aranylemez lett.

### A baleset
1984-ben folytatódott a Bucks Fizz diadalmenete, például a The Romantics együttes aktuális slágere, a Talking in Your Sleep feldolgozásával. Negyedik nagylemezük, az I Hear Talk lelkes kritikákat kapott, a címadó dal pedig mind Angliában, mind az Amerikai Egyesült Államokban sláger lett. A csapat újabb turnéra indult, ami az esztendő végén kis híján tragédiával végződött: a Newcastle-ben tartott koncertjüket követően autóbuszuk karambolozott, és Mike Nolan olyan súlyos fejsérülést szenvedett, hogy felépülése hosszú hónapokat vett igénybe.

### Tagcserék
1985 júniusában Jay Aston bejelentette, hogy kiválik az együttesből. Pótlására széles körű meghallgatást hirdettek, melyből Shelley Preston került ki győztesen. A Bucks Fizz már az új énekesnőjével reklámozta a You and Your Heart so Blue című új kislemezét, noha a dal vokálját még Jay énekelte, a videóklipben viszont sem ő, sem Preston nem szerepelt. 1986-ban a New Beginning – címének megfelelően – valóban új kezdetet jelentett az együttesnek, hiszen a kislemez bekerült a Top 10-be. A Polydor céghez szerződtek, hogy ott jelenjen meg újabb nagylemezük, a Writing on the Wall, ám az arról kimásolt kislemezek egyike sem lett igazán nagy sláger. 1988-ban jelent meg utolsó kislemezük, a Heart of Stone, ami viszont csak 2 évvel később lett sláger Cher előadásában. 1989 végén, közel ötévnyi közös munka után Shelley is bejelentette, hogy távozik a Bucks Fizzből. Helyére ezúttal nem kerestek senkit, Bobby, Mike és Cheryl néhány évig trióban léptek fel. 1993-ban Cheryl is távozott, mivel egyrészt családi életére, másrészt tévés karrierjére szeretett volna koncentrálni. Az együtteshez ekkor csatlakozott Heidi Manton és Amanda Szwarc. Heidi és Bobby között szerelem szövődött, és a két fiatal összeházasodott. 1996-ban újabb tagcserékre került sor: távozott Amanda és Mike. A fiatalember kilépésével Bobby egyedül maradt a Bucks Fizzben az alapító tagok közül. A távozók helyére a Dollar duó egyik tagja, David Van Day és Karen Logan érkezett.

### A két Bucks Fizz
Az új felállás nem volt tartós: Karen még ugyanabban az esztendőben kilépett, David pedig a következő évben követte. A fiatalember Mike Nolannel szövetkezett, hogy két énekesnővel társulva kihasználják a Bucks Fizz név ismertségét. A Bobby-féle Bucks Fizz-zel való keveredés elkerülésére Nolan és Van Day formációja a Bucks Fizz starring Mike Nolan nevet viselte. Két kislemezt és egy válogatásalbumot adtak ki, melyen a híres Bucks Fizz-slágerek szerepeltek új változatban. Nolan 2001-ben ezt a csapatot is otthagyta, mire Van Day Bucks Fizz néven turnézott tovább. E név jogtulajdonosa azonban akkor már Heidi Manton volt, aki férjével, Bobbyval közösen lépett fel, szintén Bucks Fizz néven. Bobby pert kezdeményezett Van Day ellen a névhasználati jog miatt, ám nem járt sok sikerrel. Miután a két előadó közötti vita már egy BBC-dokumentumfilm számára is témát jelentett (Trouble at the Top), végül peren kívüli megegyezés született: Van Day beleegyezett, hogy a továbbiakban David Van Day’s Bucks Fizz’s Show néven lépjen fel az együttesével.

## Diszkográfia
(A zárójelben az egyes országok slágerlistáin elért legmagasabb helyezések szerepelnek.)

### Kislemezek, maxik
- 1981 Making Your Mind Up (#1 Anglia, #5 NSZK, #1 Hollandia, #3 Svájc, #1 Ausztria, #2 Norvégia, #2 Svédország, #6 Ausztrália)
- 1981 Piece of the Action (#12 Anglia, #35 NSZK, #26 Ausztrália)
- 1981 One of Those Nights (#20 Anglia)
- 1981 Another Night (csak Japánban)
- 1981 The Land of Make Believe (#1 Anglia, #3 NSZK, #1 Hollandia, #7 Ausztria, #14 Ausztrália)
- 1982 My Camera Never Lies (#1 Anglia, #31 NSZK, #30 Hollandia, #63 Ausztrália)
- 1982 Now Those Days Are Gone (#8 Anglia)
- 1982 Are You Ready (csak az NSZK-ban)
- 1982 Easy Love (Angliában nem jelent meg)
- 1982 If You Can't Stand the Heat (#10 Anglia, #75 NSZK)
- 1983 Run for Your Life (#14 Anglia)
- 1983 When We Were Young (#10 Anglia, #52 NSZK, #14 Hollandia, #14 Hollandia, #8 Luxemburg, #20 Ausztria)
- 1983 London Town (#34 Anglia, #64 NSZK)
- 1983 Rules of the Game (#57 Anglia)
- 1984 Talking in Your Sleep (#15 Anglia, #14 Luxemburg)
- 1984 Golden Days (#42 Anglia)
- 1984 I Hear Talk (#34 Anglia, #25 Luxemburg)
- 1985 You and Your Heart so Blue (#43 Anglia, #40 Luxemburg)
- 1985 Magical (#57 Anglia)
- 1986 New Beginning (Mamba Seyra) (#8 Anglia, #32 Hollandia, #5 Luxemburg)
- 1986 Love the One You're With (#47 Anglia)
- 1986 Keep Each Other Warm (#45 Anglia)
- 1988 Heart of Stone (#50 Anglia)

### Albumok, válogatások
- 1981 Bucks Fizz (Anglia #14)
- 1982 Are You Ready (Anglia #10, Hollandia #25)
- 1983 Hand Cut (Anglia #17)
- 1983 Greatest Hits – Bucks Fizz (Anglia #25)
- 1984 I Hear Talk (Anglia #66)
- 1986 Writing on the Wall (Anglia #89)
- 1988 The Story So Far
- 1991 Live at Fairfield Halls
- 2005 The Ultimate Anthology
- 2006 The Lost Masters
- 2007 The Very Best of Bucks Fizz (Anglia #40)
- 2008 The Lost Masters

### Weboldalak
- Az együttes hivatalos weboldala[halott link]
- Angol nyelven a Bucks Fizz első éveiről[halott link]

### Videók
- Making Your Mind Up. YouTube
- Land of Make Believe. YouTube[halott link]
- My Camera Never Lies. YouTube
- New Beginning. YouTube